# UUNET
UUNET war ein US-amerikanisches Internetunternehmen, das 1987 gegründet wurde. Es war der erste kommerzielle Internetprovider und der größte von neun Tier-1-Carriern. 2001 ging UUNET im WorldCom-Konzern auf (heute Verizon).

## Geschichte
Das Unternehmen wurde 1987 von Rick Adams gegründet, um Internetzugänge für Firmen, Behörden und Universitäten bereitzustellen. Ab 1994 bot UUNET auch Webhosting an. Als technischer Betreiber von Microsofts Internetdienst MSN versorgte UUNET ab 1995 indirekt auch Privatkunden mit Internetzugängen.
Im Dezember 1996 wurde UUNET eine Tochtergesellschaft von WorldCom. 2000 verlegte das Unternehmen seinen Firmensitz von Fairfax in die neue WorldCom-Zentrale in Ashburn und verlor damit seine eigenständige Struktur. Der Name UUNET wurde ab 2001 nur noch als Markenname für die Großkundensparte benutzt und verschwand fast vollständig nach der Auflösung der UUNET Technologies, Inc. zum Jahresende 2004. Der WorldCom-Nachfolgekonzern MCI wurde 2006 von Verizon aufgekauft. In Afrika war die Marke noch länger präsent, wurde dann jedoch von MTN Business übernommen.
In Deutschland übernahm UUNET im Jahr 1996 den Internetprovider EUnet in Dortmund. Heute ist die ehemalige UUNET-Niederlassung in Dortmund der Sitz von Verizon Deutschland.
Der Erfolg von UUNET war eng verbunden mit John Sidgmore, der das Unternehmen ab 1994 leitete und es zum größten Internet-Carrier weltweit machte. Sidgmore galt als eine der beliebtesten Führungskräfte der Branche. Im April 2002 wurde er Vorstandsvorsitzender von WorldCom. Drei Monate später musste der Konzern Konkurs anmelden, da, wie sich herausstellte, sein Vorgänger Bernard Ebbers die Bilanzen manipuliert hatte. John Sidgmore starb Ende 2003 im Alter von 52 Jahren.

## Backbone
Ab 1990 baute UUNET den weltweiten Internet-Backbone AlterNet auf, der von Verizon Business weiterhin unter der Domain alter.net betrieben wird. Von Mitte der 1990er Jahre bis etwa 2002 wurde der größte Anteil am gesamten Internet-Datenaufkommen über das AlterNet transportiert. Nach einer Studie aus dem Jahr 2000 liefen 37 Prozent des Traffics in den USA über UUNET, mit deutlichem Abstand gefolgt von Sprint mit 16 Prozent Marktanteil.